# Latonigena
Latonigena Simon, 1893 è un genere di ragni appartenente alla famiglia Gnaphosidae.

## Distribuzione
Le 10 specie note di questo genere sono state reperite in America meridionale: tre sono endemismi del Brasile, due dell'Argentina e uno del Venezuela.

## Tassonomia
Non sono stati esaminati esemplari di questo genere dal 2014.
Attualmente, a ottobre 2015, si compone di 10 specie:
- Latonigena auricomis Simon, 1893[2] — Argentina
- Latonigena beni Ott, Rodrigues & Brescovit, 2012 — Bolivia, Brasile
- Latonigena colombo Ott, Rodrigues & Brescovit, 2012 — Brasile
- Latonigena lami Ott, Rodrigues & Brescovit, 2012 — Brasile, Argentina
- Latonigena pampa López Carrión & Grismado, 2014 — Argentina
- Latonigena pittieri López Carrión & Grismado, 2014 — Venezuela
- Latonigena santana Ott, Rodrigues & Brescovit, 2012 — Brasile, Argentina
- Latonigena sapiranga Ott, Rodrigues & Brescovit, 2012 — Brasile
- Latonigena taim Ott, Rodrigues & Brescovit, 2012 — Brasile
- Latonigena turvo Ott, Rodrigues & Brescovit, 2012 — Brasile, Argentina

### Specie trasferite
- Latonigena africana Tucker, 1923; trasferita al genere Trichothyse Tucker, 1923[1].
- Latonigena agelasta (Keyserling, 1891); trasferita al genere Urozelotes Mello-Leitão, 1938[1].